# 로상역
로상역(路上驛)은 조선민주주의인민공화국 남포시 온천군 귀성로동자구에 위치한 철도역이다.조선총독부 철도에 의해 1938년 7월 8일에 개업되었다.